# Judith Paus
Judith Jelena Paus (* 22. August 1991 in Nördlingen) ist eine deutsche Schauspielerin und Autorin.

## Leben
Judith Paus wuchs in der Kleinstadt Nördlingen auf. Mit Vollendung ihres 18. Lebensjahres zog sie nach München. Im Frühjahr 2015 wurde sie von Regisseur Klaus Lemke entdeckt, der ihr eine Nebenrolle in seinem Spielfilm Unterwäschelügen gab. Im darauffolgenden Jahr spielte sie an der Seite von Lemke ihre erste Hauptrolle in Making Judith!, wofür sie beim Münchener Filmfest 2017 als beste Nachwuchsschauspielerin nominiert wurde. Im selben Jahr schrieb sie das Drehbuch für den Kurzfilm Es ist nie zu spät für eine schöne Vergangenheit …, führte außerdem Regie und übernahm die Hauptrolle. Das Drama wurde auf verschiedenen Filmfestivals gezeigt und gewann den Sonderpreis der Bremischen Landesmedienanstalt.
Es folgte eine weitere Hauptrolle im Lemke-Film Bad Girl Avenue, der ebenfalls Premiere auf dem Münchener Filmfest 2018 feierte und anschließend im ZDF ausgestrahlt wurde. Außerdem präsentierte Paus das Münchner Filmfest 2018 neben Fernsehgrößen wie Thomas Gottschalk im Rahmen der TELE 5 Kampagne 5 Faces. Zur gleichen Zeit drehte sie den Sommerfilm Neue Götter in der Maxvorstadt, welcher im Juli 2019 Premiere auf dem Münchner Filmfest feierte. Im November übernahm sie neben Jannik Schühmann und Luna Wedler eine Nebenrolle in der Bestsellerverfilmung Dem Horizont so nah. Nach Abschluss der Dreharbeiten zog die Schauspielerin in die Hauptstadt Berlin und absolvierte dort Anfang 2019 den Intensivkurs Schauspiel bei Sigrid Andersson. Es folgten weitere Rollen in den Filmen Acid Dreams und Enfant Terrible von Oskar Roehler.
Seit Anfang 2021 ist Paus regelmäßig im ARD-Buffet zu sehen. Dort stellt sie, wie auch auf ihrem YouTube-Kanal, DIY-Ideen vor. 2022 und 2023 erschienen ihre Bücher Makramee Fashion (Frechverlag) sowie Kuschelstrick für kalte Tage und „Das Makramee Musterbuch“ (Stiebner Verlag).

## Filmografie (Auswahl)

### Als Schauspielerin
- 2024: Bad Director (Kinospielfilm)
- 2019: Enfant Terrible (Kinospielfilm)
- 2019: Acid Dreams (Kurzfilm)
- 2018: Dem Horizont so nah (Kinospielfilm)
- 2018: Neue Götter in der Maxvorstadt (Kinospielfilm)
- 2018: Tele 5 - 5 Faces - Filmfest (Commercial)
- 2017: Bad Girl Avenue (Kinospielfilm)
- 2017: Call me maybe (Kurzfilm)
- 2017: Es ist nie zu spät für eine schöne Vergangenheit  (Kurzfilm)
- 2017: Die wahren Hausfrauen von Habenhausen (Teaserdreh)
- 2016: Making Judith! (Kinospielfilm)
- 2015: Unterwäschelügen (Kinospielfilm)

### Als Regisseurin
- 2017: Es ist nie zu spät für eine schöne Vergangenheit …

### Als Sprecherin
- 2019: Time Titans (Hörspiel)

### Als Autorin
- 2021, 2022: ARD-Buffet

## Bücher
- 2023: Das Makramee Musterbuch (Stiebner Verlag), ISBN 978-3-8307-2137-6
- 2022: Kuschelstrick für kalte Tage (Stiebner Verlag), ISBN 978-3-8307-2114-7
- 2022: Fashion Makramee (Frechverlag), ISBN 978-3-7724-4655-9
- 2019: Das bunte Regenbogen Häkel- und Strickbuch (Frechverlag), ISBN 978-3-7724-4865-2

## Auszeichnungen und Preise
- 2019: Enfant Terrible: Festival de Cannes – Official Selection
- 2017: Nominierung beste Nachwuchsschauspielerin Münchener Filmfest in Making Judith!
- 2017: Sonderpreis der Bremischen Landesmedienanstalt für Es ist nie zu spät für eine schöne Vergangenheit...